# Gerard Merkator
Gerard Merkator, właśc. Gerhard Kremer (łac. Gerardus Mercator; ur. 5 marca 1512 w Rupelmonde, Flandria, zm. 2 grudnia 1594 w Duisburgu, Jülich-Kleve-Berg) – flamandzki matematyk i geograf, prekursor współczesnej kartografii. Autor odwzorowania walcowego wiernokątnego, znanego jako odwzorowanie Merkatora.

## Życiorys

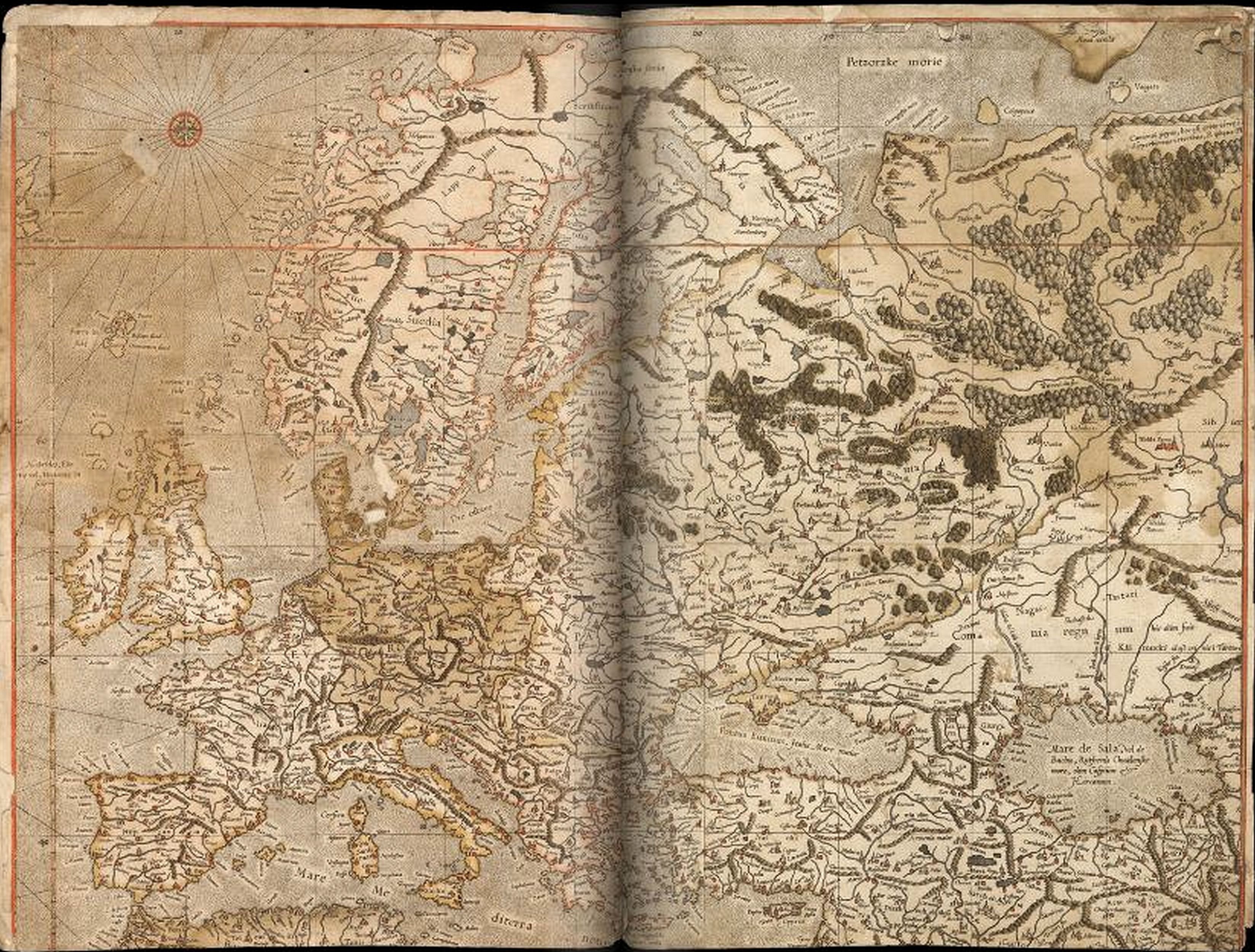
Mapa Europy autorstwa Merkatora

Urodził się jako Gheert Cremer (lub Gérard de Crémère) we flamandzkim mieście Rupelmonde. Jego rodzice pochodzili z Gangelt w Księstwie Jülich. Mercator to zlatynizowana forma jego nazwiska, które oznacza kupca. Był kształcony w ’s-Hertogenbosch przez sławnego humanistę Macropediusa oraz w Katolickim Uniwersytecie Lowańskim. Pomimo jego sławy jako kartografa, jego głównym źródłem dochodu było wyrabianie instrumentów astronomicznych.
W latach 1585–1595 wydał zbiór map w formie księgi, wykorzystując jako pierwszy określenie Atlas. Nazwa „atlas” odwołuje się do postaci króla Atlasa z Mauretanii, który uważany był za astronoma, matematyka i filozofa, twórcę pierwszego globusu nieba.
Po jego śmierci działalność rytowniczą i wydawniczą kontynuował jego syn Rumold (1545–1599). Po śmierci Rumolda, w 1604 płyty miedziorytnicze służące do wydawania map przejął Jodocus Hondius Starszy. Po śmierci Jodocusa Hondiusa Starszego działalność wydawniczą kontynuowali jego synowie Jodocus i Henricus.
W belgijskim Sint-Niklaas znajduje się muzeum poświęcone Merkatorowi.
Jego imię nosi belgijska, trzymasztowa barkentyna „Mercator” projektu Adriena de Gerlache’a (dzisiaj statek muzeum zacumowany w Ostendzie) oraz port jachtowy w Ostendzie.